# Necropoli Campo Sant'Antonio-Chiusa Cima
La Necropoli Campo Sant'Antonio-Chiusa Cima è una necropoli etrusca che si trova a Barbarano Romano in provincia di Viterbo.

## Descrizione
La necropoli etrusca, si trova a meridione della necropoli di San Giuliano, da cui è separata da un vallone, all'interno del Parco regionale Marturanum. La necropoli ha restituito 79 tombe, la maggior parte del tipo a pozzetto con incinerazione, anche se non mancano tombe a fossa con inumazione.
I sepolcri più rilevanto sono la tomba scavata nel tumulo Cima, che presenta soffitti riccamente lavorati, la tomba Costa che presenta un'ampia camera centrale, e la tomba Rosi, risalente al V sec. a.C. .

## Tombe

### Tomba Cima
La Tomba Cima si trova all'interno dell'omonimo tumulo, particolare perché nelle sue vicinanze sono stati costruiti 17 cippi interpretabili come are religiose. La tomba, a cui si accede tramite un lungo dromos (corridoio) si compone di tre camere funerarie, due delle quali poste lateralmente al corridoio, mentra all'ultima vi si accedede da una stanze che funge da atrio.